# Rosoș, Svaleava
Rosoș (în ucraineană Росош) este un sat în comuna Dusîno din raionul Svaleava, regiunea Transcarpatia, Ucraina.

## Demografie
Componența lingvistică a localității Rosoș
     Ucraineană (98,49%)
     Rusă (1,2%)
     Alte limbi (0,22%)
Conform recensământului din 2001, majoritatea populației localității Rosoș era vorbitoare de ucraineană (98,49%), existând în minoritate și vorbitori de rusă (1,2%).